# Gu Bon-gil
Gu Bon-gil (pronúncia coreana: [ku.bon.ɡil] ou [ku] [pon.ɡil]; Daegu, 27 de abril de 1989) é um esgrimista sul-coreano de sabre, medalhista de ouro nos Jogos Olímpicos de Verão de 2012, em Londres. Na edição posterior no Rio de Janeiro, ele foi o portador da bandeira de seu país.
Gu Bon-gil é detentor de várias conquistas, incluindo sete medalhas em campeonatos mundiais (duas de ouro, três de prata e duas de bronze), seis medalhas em Jogos Asiáticos (cinco de ouro e uma de prata).

## Carreira
Gu Bon-gil começou na esgrima em 2002, na cidade de Daegu. No Campeonato Mundial de Esgrima de 2011, ele ganhou a medalha de bronze, perdendo na semifinal para Aldo Montano. Na temporada de 2014 do campeonato mundial, conquistou uma medalha de prata no evento individual, perdendo na final para o russo Nikolay Kovalev. Ele também ganhou a prata no evento por equipe, junto com Kim Jung-hwan, Won Woo-Young e Oh Eun-seok.
Bon-gil terminou a temporada 2013-14 em primeiro lugar do ranking mundial, conquistando o primeiro título da Copa do Mundo de Esgrima na etapa da Coreia. Na Copa do Mundo de Esgrima de 2014-15, ele ganhou o ouro em Budapeste, além de conquistar o Sabre de Wolodyjowski em Varsóvia e o Villa de Madrid, antes de terminar na quinta colocação no Campeonato Mundial de Esgrima de 2015, em Moscou. Ele manteve sua primeira posição no ranking mundial até o final da temporada 2014-15, conquistando seu segundo título de Copa do Mundo.
Bon-gil também foi Campeão Asiático de 2010, 2012 e 2014, bem como o campeão dos Jogos Asiáticos de 2010 e 2014.
Em 2016, Gu Bon-gil fez uma aparição no reality show Hard Carry de Got7, ele perdeu para o ex-representante da juventude do HK, Jackson Wang, numa partida amistosa. Naquele ano, ele também foi o portador da bandeira da Coreia do Sul nas Olimpíadas de 2016.
Nas edições de 2017 e 2018 do campeonato mundial, ele conquistou o ouro nos eventos por equipes, junto com a prata no evento individual de 2017.